# Batalha de Bersebá
A Batalha de Bersebá (em turco:  Birüssebi Muharebesi, em alemão:  Schlacht von Birüssebi) foi uma luta travada em 31 de outubro de 1917, quando a Força expedicionária egípcia (FEG), formada por tropas do Império Britânico, atacaram as forças otomanas na cidade de Bersebá, no começo da ofensiva Aliada no sul da Palestina, no contexto da Campanha do Sinai e Palestina durante a Primeira Guerra Mundial. Duas divisões de infantaria do XX Corpo do exército britânico atacaram de forma limitada pela manhã, enquanto uma divisão montada da ANZAC (formada principalmente por australianos e neozelandeses) lançou uma série de ofensivas contra as posições otomanas no lado leste de Bersebá, conquistando a região logo em seguida. Pouco tempo depois, australianos do 4º e do 12º regimentos montados realizaram um ataque frontal com baionetas. Parte dos regimentos desmontou e atacou o inimigo nas trincheiras em Tel es Saba, enquanto o resto da tropa aliada prosseguia atacando. Em menos de 24 horas, a importante cidade de Bersebá havia sido tomada e a guarnição otomana na região já tinha batido em retirada.

## A batalha
O general alemão Friedrich Freiherr Kress von Kressenstein comandava três divisões do 4º exército otomano. Ele havia fortalecido suas defesas, esticando suas linhas de Gaza até Bersebá após as derrotas dos Aliados na primeira e na segunda batalhas de Gaza, entre março e abril de 1917, e recebeu reforços de duas divisões extras. Enquanto isso, o tenente-general Philip Chetwode da FEG começou a avançar pelo sul da Palestina, defendendo as mesmas linhas da segunda batalha em Gaza. Ele começou mandar tropas de reconhecimento montadas no flanco esquerdo até Bersebá. Em junho, o 4ª exército otomano foi reorganizado no Grupo de Exército de Yildirim, comandado pelo general alemão Erich von Falkenhayn. Ao mesmo tempo, o general britânico Edmund Allenby substituiu o general Archibald Murray como comandante da FEG. Allenby reorganizou a FEG, dando-lhe comando de três corpos de exército. Enquanto isso, a coluna do general australiano Harry Chauvel foi renomeada como Corpo Montado do Deserto. O impasse no sul da Palestina prosseguiu durante todo o verão de 1917, principalmente devido as condições extremamente adversas do deserto de Negueve, enquanto os britânicos continuavam a reforçar suas linhas com novas divisões, para substituir as mais de 10 000 baixas (entre mortos, feridos e desaparecidos) sofridas nas duas batalhas por Gaza.
Tanto os Aliados quanto os otomanos se preocupavam em manter suas linhas defensivas coesas e em patrulhar o flanco leste, embora ambos continuassem treinando mais unidades para o combate. O XXI Corpo do exército britânico manteve as defesas no setor de Gaza até meados de outubro, enquanto a batalha de Passchendaele continuava na Frente Ocidental. Enquanto isso, o general Allenby estava preparando as manobras de ataque contra as linhas defensivas otomanas, começando com Bersebá, e para a subsequente ofensiva para Jerusalém, esperando os últimos reforços.
Bersebá era defendida por uma linha de trincheiras apoiadas por redutos em elevações naturais e colinas, que cobria todas as entradas para a região. A guarnição otomana foi eventualmente cercada por duas divisões de infantaria e duas montadas, na manhã de 31 de outubro, enquanto o ataque da artilharia começou. A 60ª divisão britânica atacou um reduto otomano na Colina 1070 e daí começou a bombardear as principais trincheiras do inimigo. Então duas divisões Aliadas avançaram de assalto e tomaram seus objetivos. Enquanto isso, tropas montadas da ANZAC tomaram a estrada a nordeste de Bersebá e também a rota até Hebrom e continuando até Jerusalém. Os Aliados tiveram mais dificuldade no seu ataque às posições otomanas em Tel el Saba, mas ao entardecer, a região já tinha sido tomada.
Durante a luta, a 3ª brigada de cavalaria leve havia reforçado a divisão montada da ANZAC, enquanto a 5ª brigada montada estava na reserva, armada com sabres. Com todas as outras brigadas montadas já participando dos combates nas cercanias da cidade, a única brigada disponível era a 4ª de cavalaria leve, que recebeu ordens de atacar e tomar a cidade de Bersebá em si. A cavalaria Aliada (formada principalmente por australianos) cruzou as planícies, cavalgando até a cidade e passando por um reduto otomano numa elevação em Tel es Saba, a sudeste de Bersebá. O 4º regimento de cavalaria leve no flanco direito pulou por cima das trincheiras, deram meia volta e então desmontaram para atacar a infantaria otomana nas trincheiras, tomando também os redutos e poços de armas. A maioria dos militares do 12º regimento de cavalaria leve no flanco esquerdo enfrentaram o principal reduto otomano mas encontrou um buraco em suas defesas, cruzando pela linha ferroviária e adentrando em Bersebá. Assim, a tomada da cidade e de suas cercanias levou apenas um dia. A queda de Bersebá abriu caminho para a ofensiva Aliada para conquistar Jerusalém, o que aconteceu seis semanas mais tarde.